# Fundacja Urban Forms

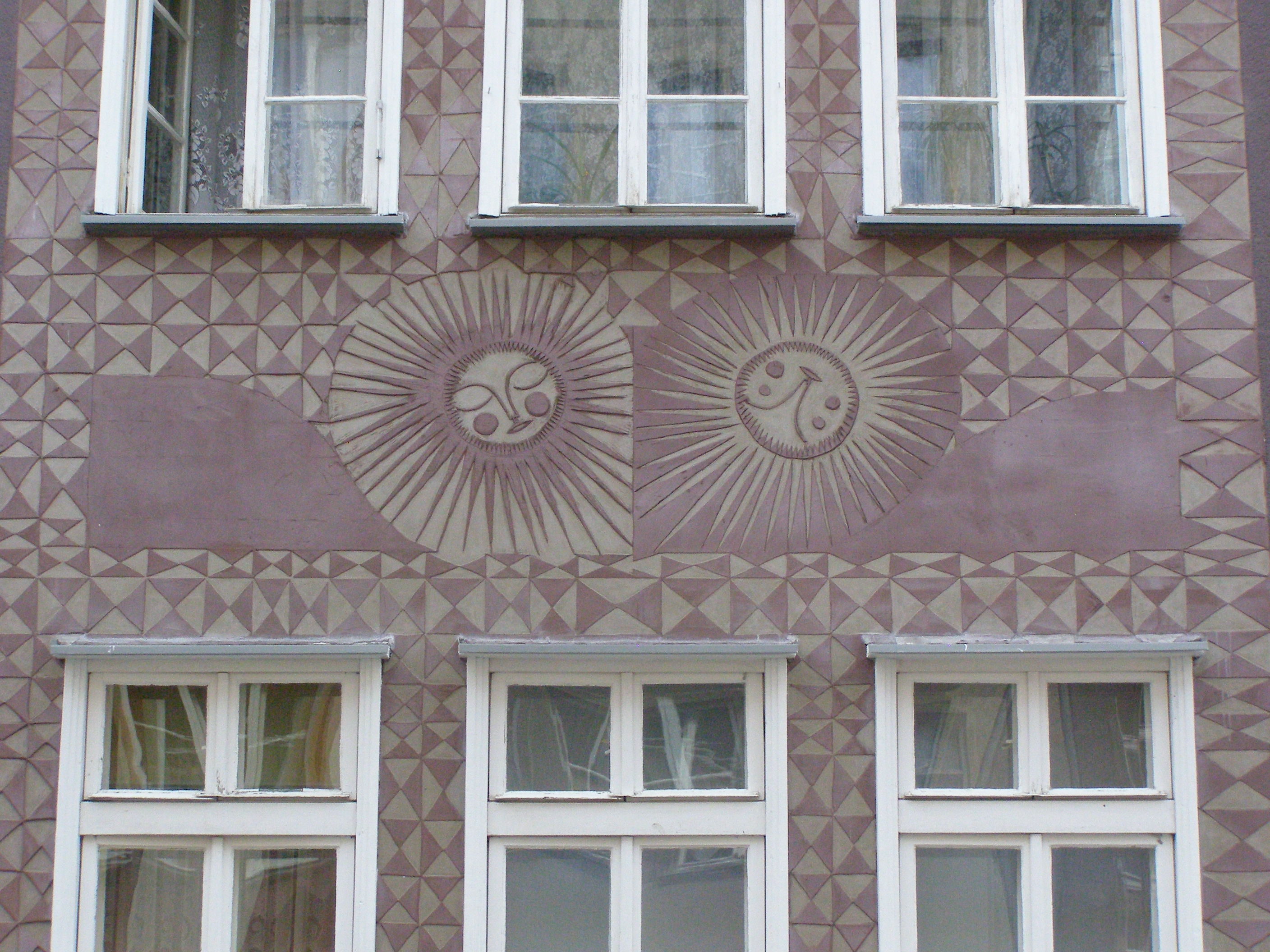
Elewacja kamienicy przy ul. Ogarnej 6 w Gdańsku, zaprojektowana i zrealizowana w ramach projektu Ogarna 2.0

Fundacja Urban Forms (dawn. Fundacja Wspierania Sztuki Ulicy Outline) – fundacja zajmująca się upowszechnianiem kultury i sztuki ulicznej, organizująca poświęcony muralom Urban Forms Festival.

## Historia
Fundacja została oficjalnie założona 31 października 2008 w Łodzi jako Fundacja Wspierania Sztuki Ulicy Outline przez aktorkę teatralną Teresę Latuszewską-Syrda i historyka sztuki Michała Bieżyńskiego. Działania fundacji skupiają się na angażowaniu artystów w tworzenie murali oraz instalacji artystycznych, głównie w przestrzeni publicznej miasta Łodzi, Gdańska, a także w innych miastach Polski i w  Magnitogorsku, przyczyniając się do utworzenia co najmniej 149 murali. 
Fundacja organizuje festiwal Urban Forms Festival, podczas którego tworzone są obiekty sztuki ulicznej (głównie murale), a także odbywają się pikniki artystyczne, warsztaty, spotkania z artystami. Ponadto uczestniczy w działaniach artystycznych Festiwalu Łódź Czterech Kultur oraz prowadzi działania edukacyjne, artystyczne i społeczne. Ponadto we współpracy z Uniwersytetem Łódzkim fundacja organizuje konferencję naukową „Aesthetic Energy of the City” (2014, 2016, 2018). Od 2013 fundacja prowadzi w Gdańsku projekt „Gdańskie Fasady OdNowa”, w ramach którego ponad 200 gdańskich kamienic zostało przemalowanych, a na ulicach: Ogarnej i Szerokiej (Ogarna 2.0), w związku z działaniami artystycznymi wytyczono szlaki turystyczne.

## Urban Forms Festival
Urban Forms Festval organizowany jest rokrocznie w Łodzi. Początkowo funkcjonował m.in. pod nazwą: Festiwal Galeria Urban Forms i Festiwal Energia Miasta. Pierwsza edycja festiwalu, podczas której utworzono w Łodzi 6 murali, odbyła się w 2011. Ostatnia edycja festiwalu odbyła się w 2018. W ramach wszystkich edycji festiwalu zrealizowano łącznie na terenie Łodzi 78 elementów sztuki ulicznej.
Lista artystów biorących udział w festiwalu:

- 3ttman
- Andrzej Poprostu
- Anya Mielniczek
- Aryz
- Axl Studio
- Awer
- Bezt
- Bordalo Ii
- Caro Pepe
- Cekas
- Chazme
- Ciah Ciah
- Daleast
- Dede
- Eduardo Kobra(inne języki)
- Egon Fietke
- Etam Cru
- Friz
- Gaia
- Gregor
- Guido van Helten(inne języki)
- Guy Denning(inne języki)
- Hyuro(inne języki)
- Ino
- Inti(inne języki)
- Ivan Ninety
- Jerzy Janiszewski
- Johannes Mundinger
- Kasia Breska
- Kenor
- Kickit Art Studio
- Klaudia Funkiewicz
- Klone Yourself
- Know Hope
- Krik
- Lo Milo
- Lump
- M-City
- Magda Ćwik
- Manolo Mesa
- Massmix
- Meisal461
- Messy Desk
- Mondo Scara
- Moneyless
- Morik
- Młodzi Łódzcy Artyści
- NeSpoon
- Nitzan Mintz
- Nomad Clan
- Nunca
- Okuda
- Ola Adamczuk
- Opiemme
- Os Gemeos(inne języki)
- Otecki
- Paola Delfín(inne języki)
- Paulina Nawrot
- Pener
- Piotr Chrzanowski
- Proembrion
- Ptaha Staha
- Peeta
- Raspazjan
- Remed
- Roa
- Robert Rumas
- Sainer
- Sat One
- Sebastian Bożek
- Sepe
- Shida
- Stormie Mills(inne języki)
- Studio Urma
- Tellas
- Tone
- Tope
- Untay
- Vhils
- Viktor Puzin

## Zauważalność działalności fundacji
- W 2012 roku magazyn Graffiti Art(inne języki) zaliczył Urban Forms Festival do 5 największych imprez street artowych na świecie[2],
- W 2013 roku telewizja CNN wyprodukowała serię telewizyjną „On the road: Poland”, poświęcając jeden z odcinków polskim muralom (m.in. w Łodzi), zatytułowany „Bigger than Banksy”[8],
- W latach 2014 i 2015 roku zasoby Galerii Urban Forms udostępnił Google Cultural Institute w ramach Google Street Art Project[3],
- W 2014 według portalu Bored Panda(inne języki) Łódź, dzięki działalności Fundacji Urban Forms znalazła się wśród 20 światowych centrów urban artu[6][2].

## Nagrody
- Nagroda Wielkiego Kreatora (2015) na Gali Menadżera Roku Województwa Łódzkiego 2015, organizowanej przez „Dziennik Łódzki” i Lożę Łódzką Business Centre Club[9][10].

## Galeria Urban Forms – wybrane prace

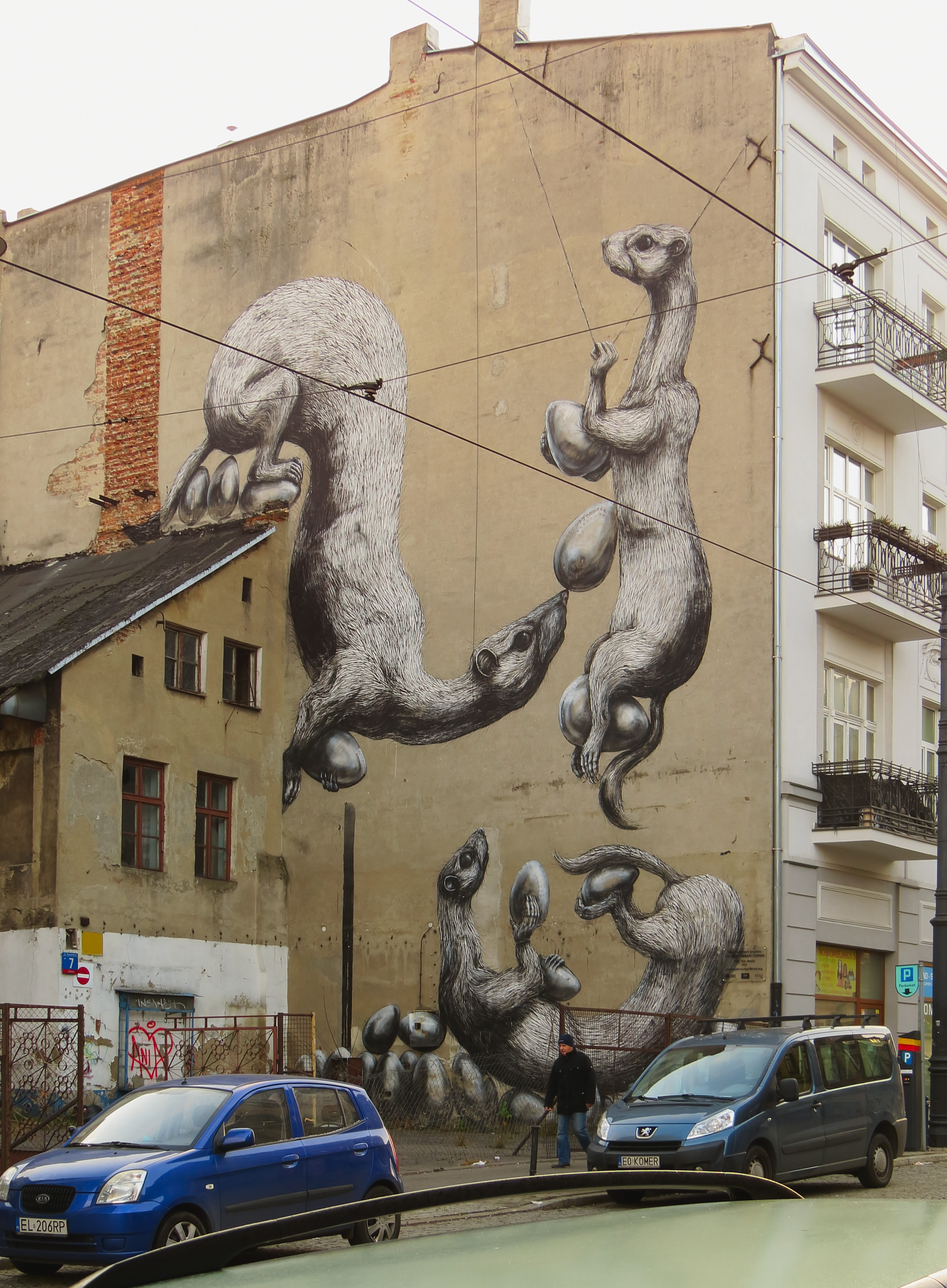
Mural „Łasice kradną jajka”, ul. Nowomiejska 5, Łódź
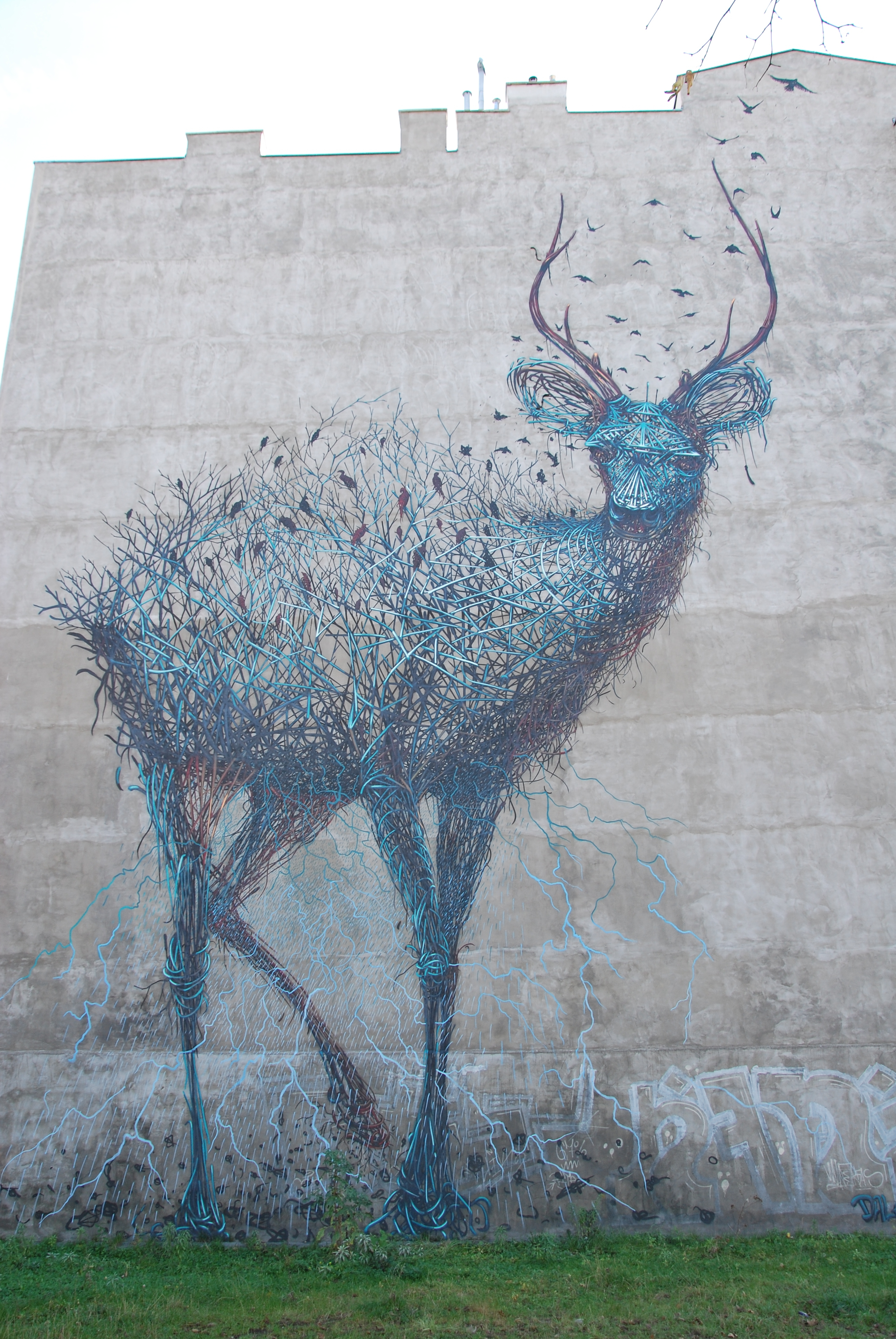
Mural autorstwa Daleasta, ul. Łąkowa 10, Łódź
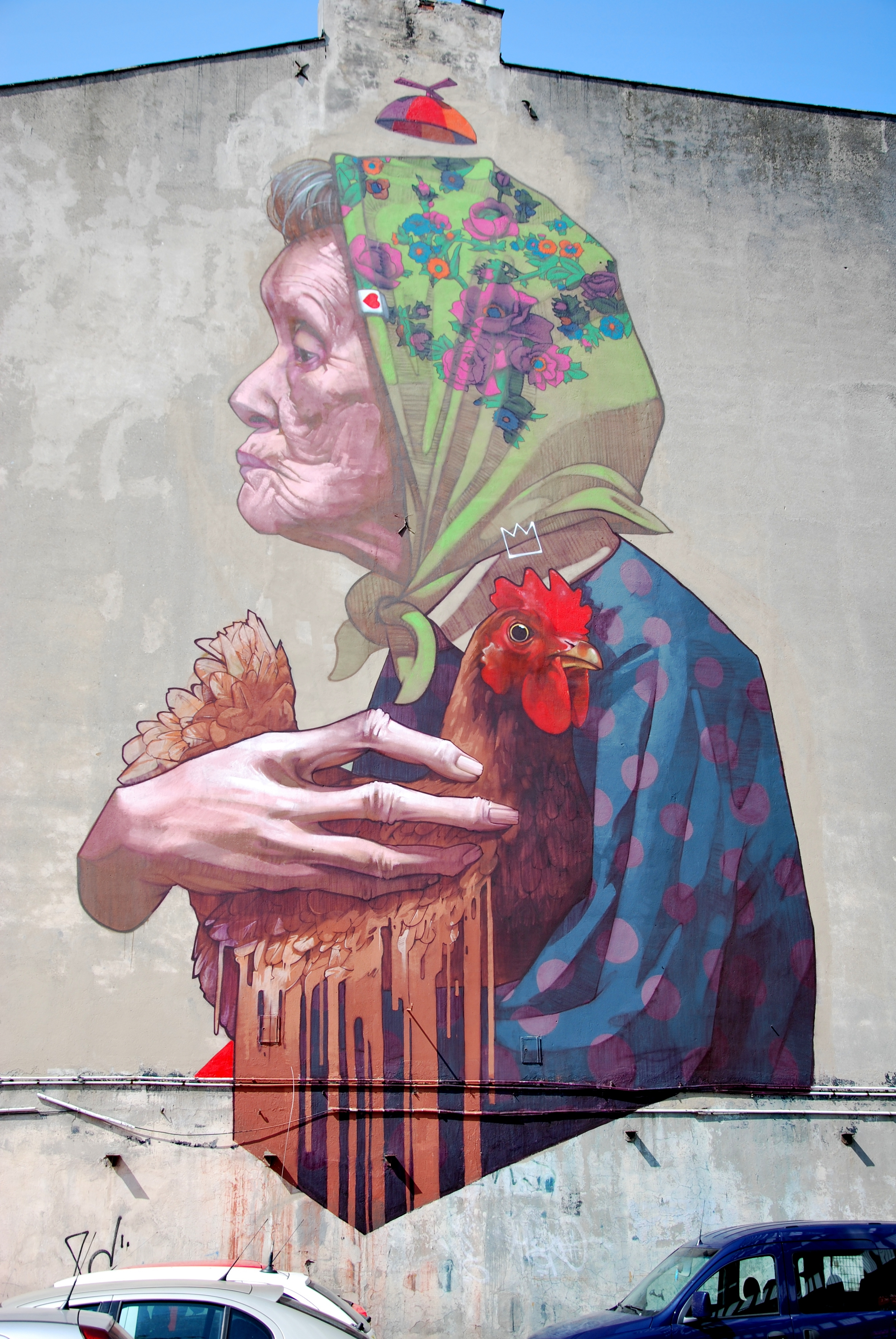
Mural „Madame Chicken” autorstwa Etam Cru, al. Politechniki 16, Łódź
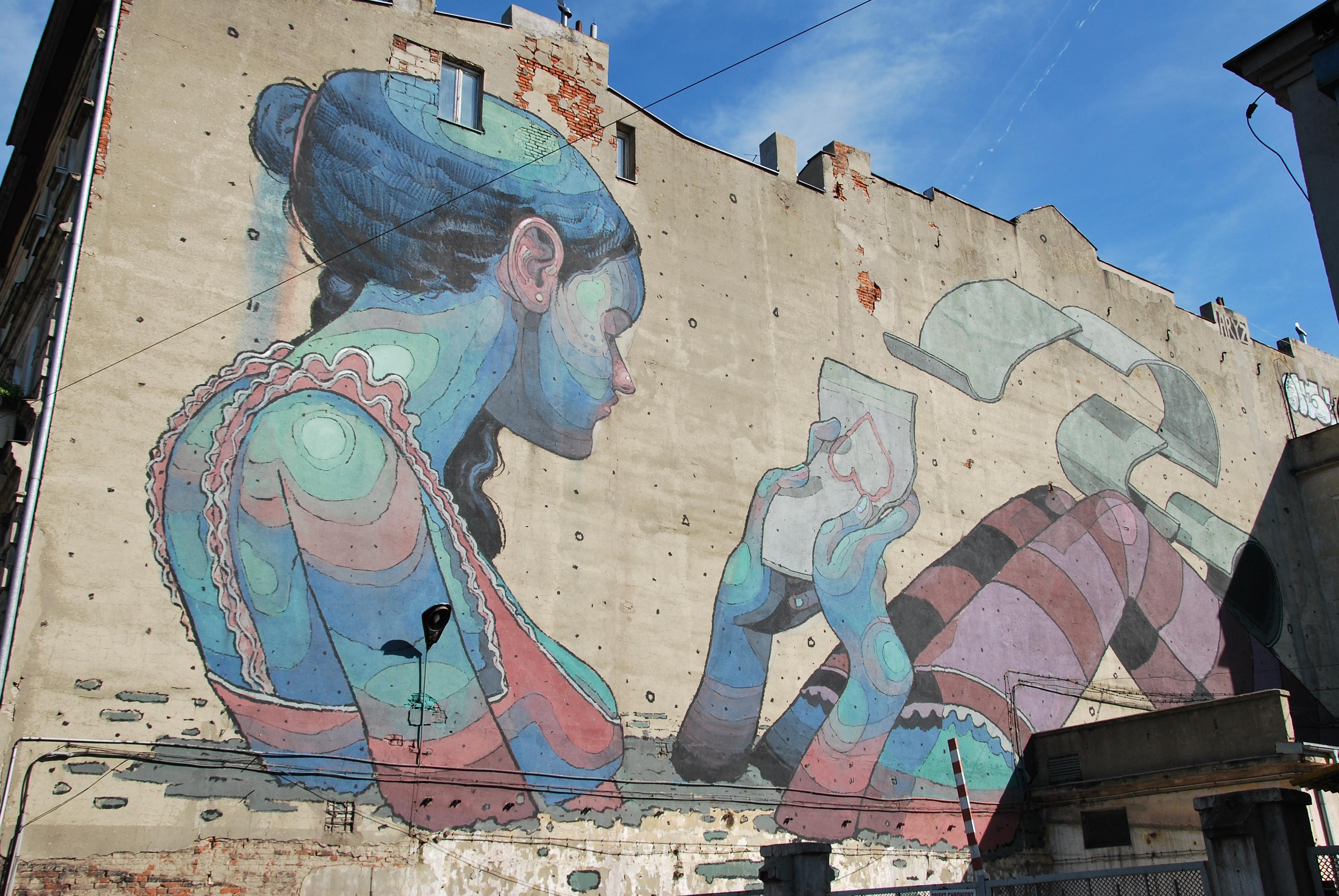
„Love Letter” autorstwa Aryza, al. Pomorska 67, Łódź
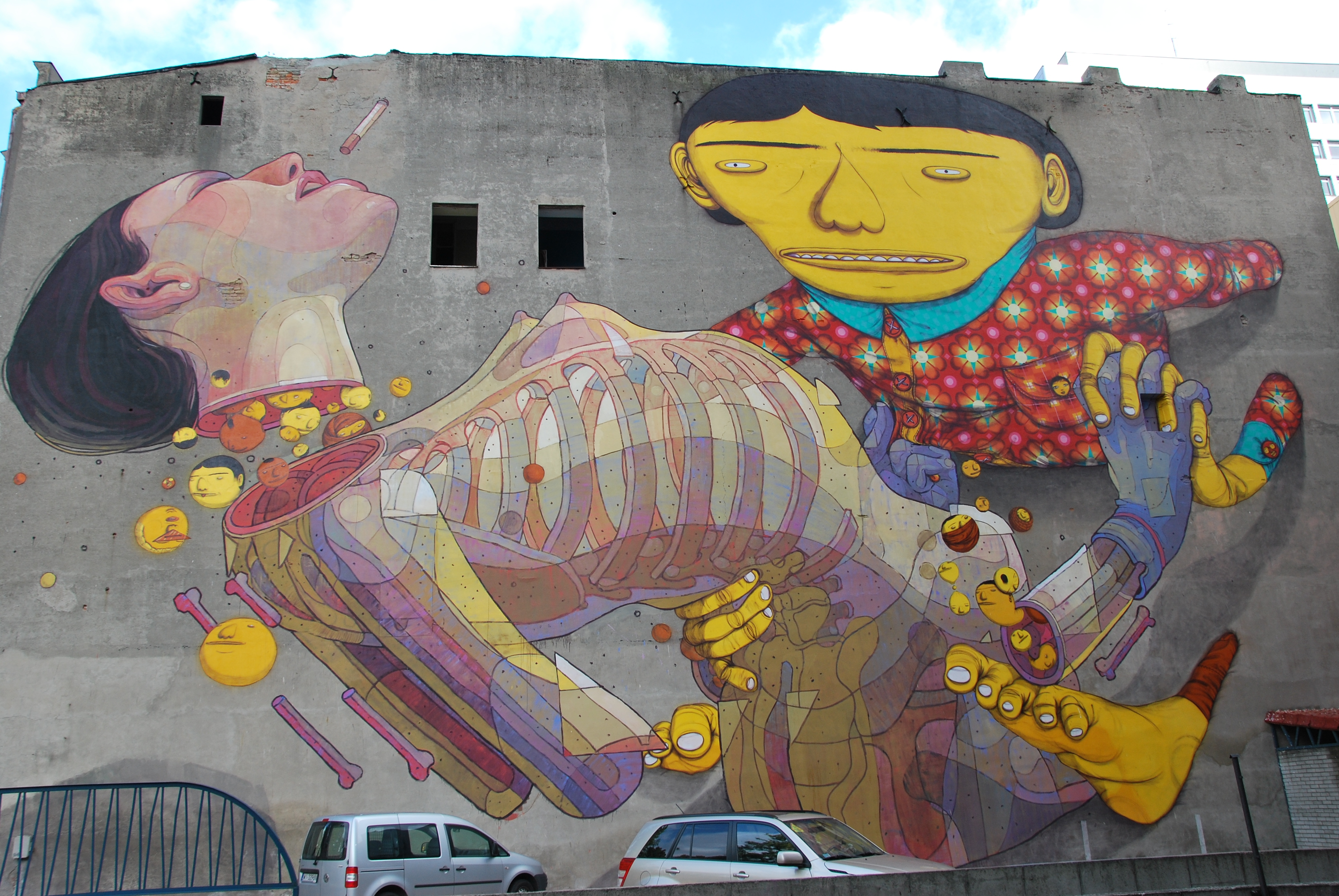
Mural autorstwa Os Gameos i Aryza, ul. Roosvelta 5, Łódź
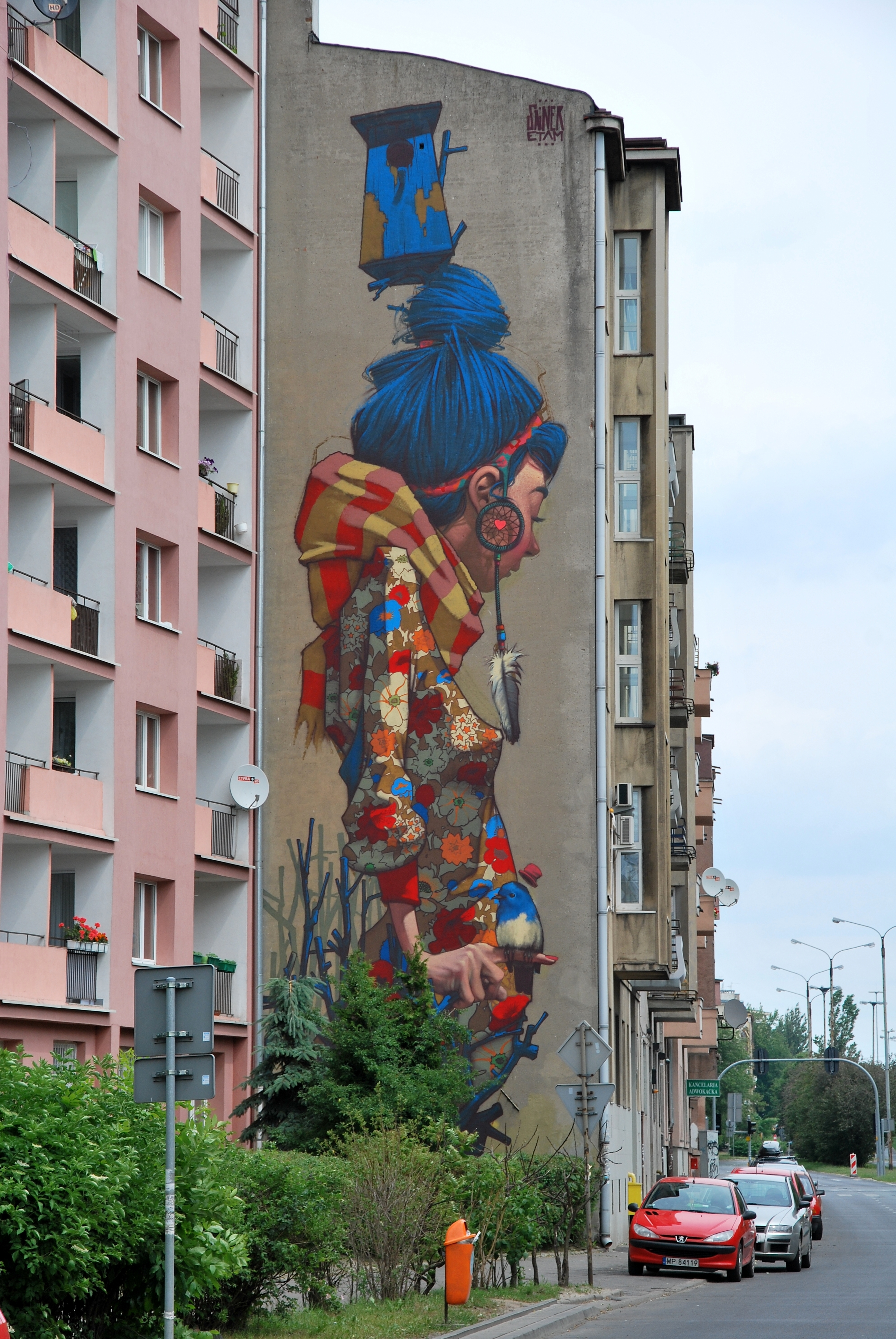
Mural „Primavera” autorstwa Sainera, ul. Uniwersytecka, Łódź
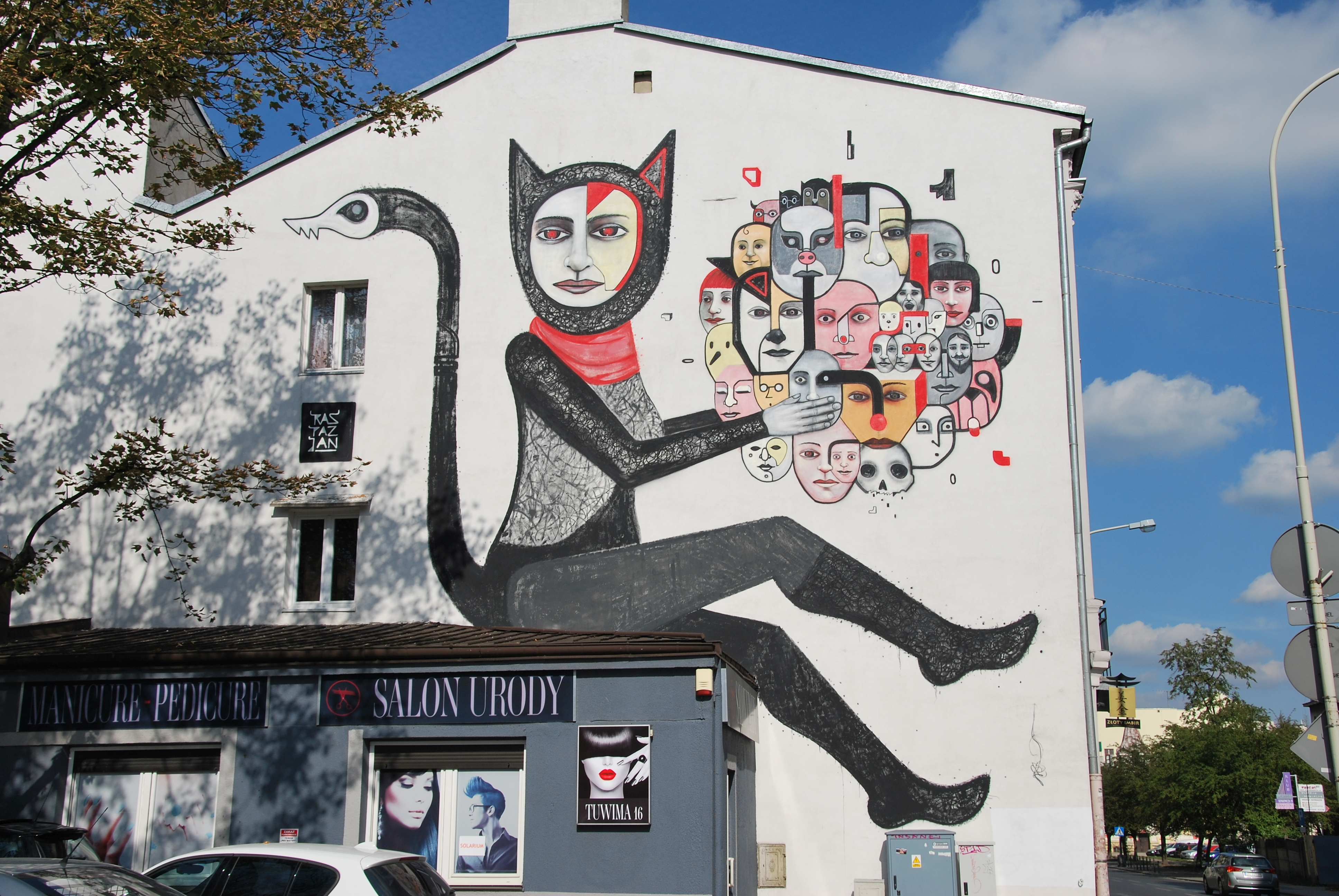
Mural autorstwa Raspazjana, ul. Henryka Sienkiewicza 39, Łódź
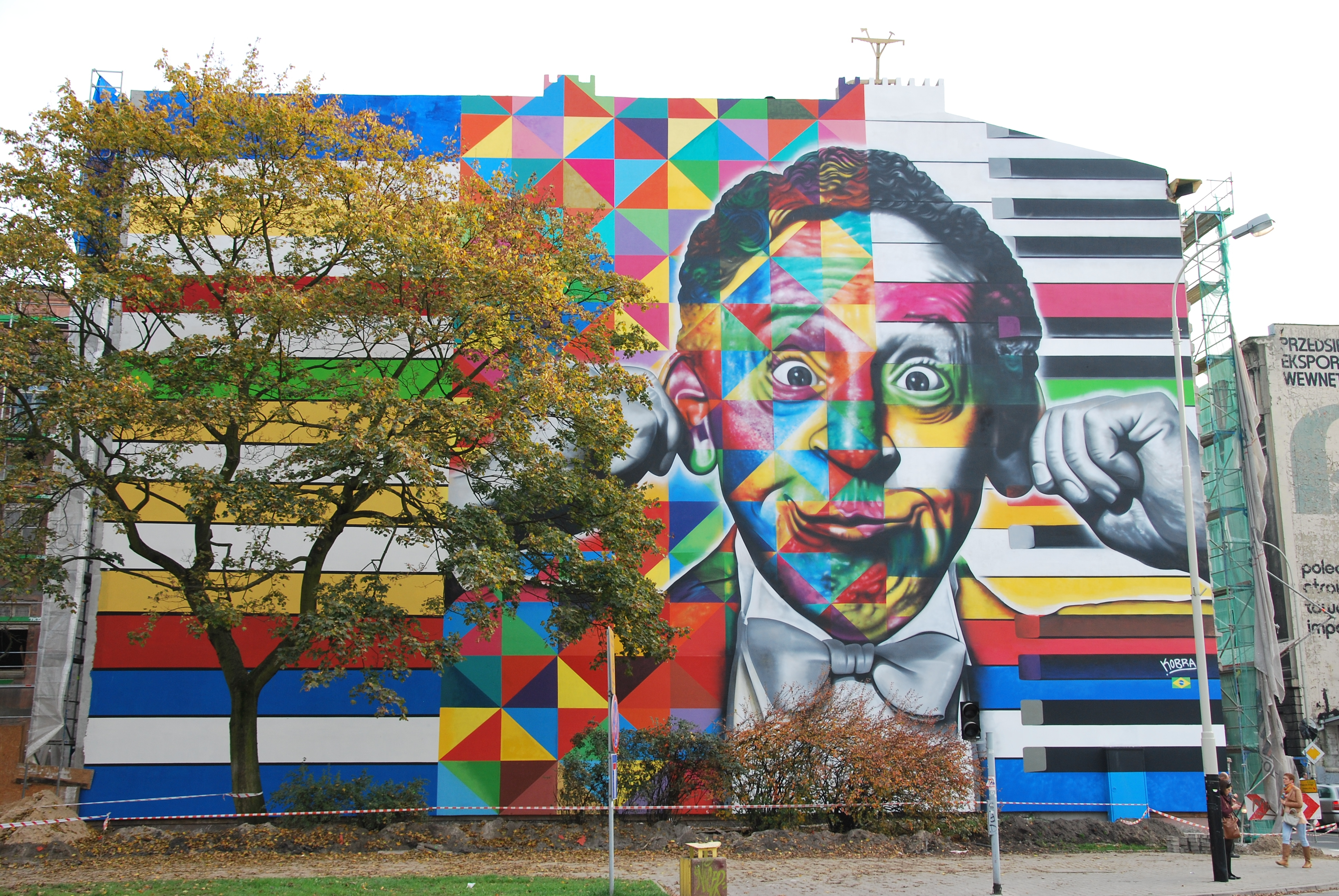
Mural „Rubinstein” autorstwa Eduardo Kobry, ul. Henryka Sienkiewicza 18, Łódź, 2014
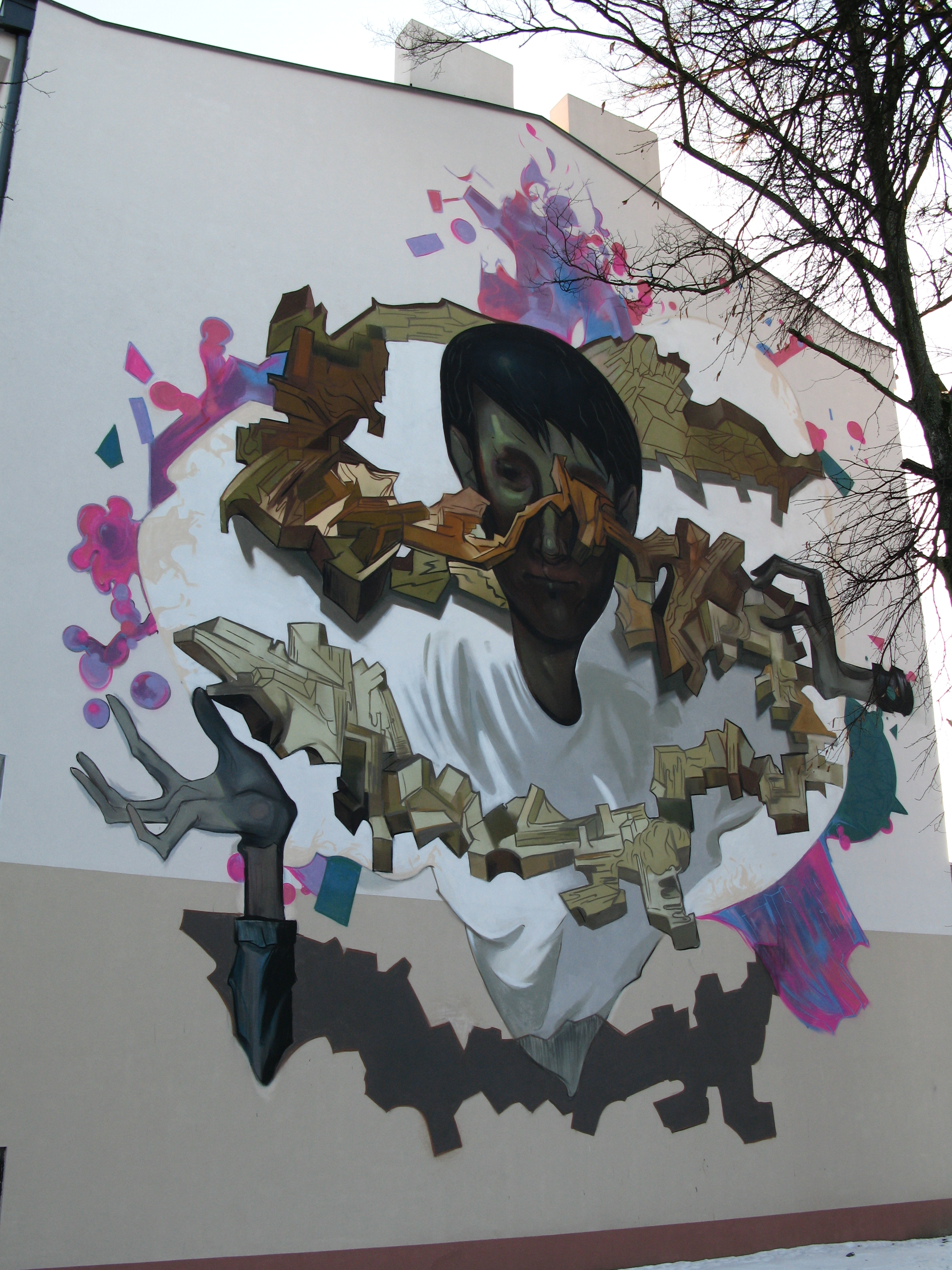
Mural „Ciągłe Miasto” autorstwa Sebastiana Brożka, ul. Nowa 3, Łódź, 2016